# Ministrowie ds. Walii
Minister ds. Walii (ang. Secretary of State for Wales, wal. Ysgrifennydd Gwladol Cymru) – brytyjski urząd odpowiedzialny za sprawy Walii. Utworzenie tego urzędu było często postulowane w pierwszej połowie XX w. W 1951 r. utworzono ministerstwo walijskie, które jednak było częścią Home Office. W 1954 r. kierownika ministerstwa podniesiono do rangi ministra stanu. Podczas kampanii wyborczej 1959 r. opozycyjna Partia Pracy umieściła w swoim programie postulat utworzenia odrębnego ministerstwa ds. Walii. Obietnicę swoją spełniła po dojściu do władzy w 1964 r. Nowe ministerstwo powstało 18 października.
W zakres kompetencji ministra wchodziły sprawy delegowane doń z Westminsteru. W kwietniu 1965 r. utworzono Welsh Office, które przejęło wszystkie sprawy dotyczące Walii (edukacja, zdrowie, handel, przemysł, środowisko, transport i rolnictwo) rozproszone wcześniej w innych resortach.
Znaczenie ministerstwa walijskiego zaczęło maleć podczas rządów konserwatystów w latach 80. i 90., kiedy stanowisko ministra stało się przede wszystkim furtką do wprowadzania do gabinetu młodszych ministrów, którzy nie mieli wiele wspólnego z Walią. Wyróżnił się tu John Redwood, minister w latach 1994–1995, który nie potrafił zaśpiewać hymnu Walii.
Utworzenie walijskiego Zgromadzenia Narodowego w 1997 r. rozpoczęło nowy etap w historii ministerstwa. Z dniem 1 lipca 1999 r. większość funkcji Welsh Office przeszła na nowe zgromadzenie. Samo Welsh Office zostało zniesione, ale urząd ministra ds. Walii przetrwał jako kierownik nowo utworzonego Wales Office. W związku z przyznaniem szerszych kompetencji władzom lokalnym Walii, Szkocji i Irlandii Północnej pojawiają się głosy aby zlikwidować lub połączyć ministerstwa opowiadające za poszczególne prowincje.

## Lista ministrów
| Minister         | Czas urzędowania                        |
| ---------------- | --------------------------------------- |
| Jim Griffiths    | 18 października 1964 – 5 kwietnia 1966  |
| Cledwyn Hughes   | 5 kwietnia 1966 – 5 kwietnia 1968       |
| George Thomas    | 5 kwietnia 1968 – 20 czerwca 1970       |
| Peter Thomas     | 20 czerwca 1970 – 5 marca 1974          |
| John Morris      | 5 marca 1974 – 5 maja 1979              |
| Nicholas Edwards | 5 maja 1979 – 13 czerwca 1987           |
| Peter Walker     | 13 czerwca 1987 – 4 maja 1990           |
| David Hunt       | 4 maja 1990 – 27 maja 1993              |
| John Redwood     | 27 maja 1993 – 26 czerwca 1995          |
| David Hunt       | 26 czerwca 1995 – 5 lipca 1995          |
| William Hague    | 5 lipca 1995 – 3 maja 1997              |
| Ron Davies       | 3 maja 1997 – 27 października 1998      |
| Alun Michael     | 27 października 1998 – 28 lipca 1999    |
| Paul Murphy      | 28 lipca 1999 – 24 października 2002    |
| Peter Hain       | 24 października 2002 – 24 stycznia 2008 |
| Paul Murphy      | 24 stycznia 2008 – 5 czerwca 2009       |
| Peter Hain       | 5 czerwca 2009 – 11 maja 2010           |
| Cheryl Gillan    | 12 maja 2010 – 4 września 2012          |
| David Jones      | 4 września 2012 – 15 lipca 2014         |
| Stephen Crabb    | 15 lipca 2014 – 19 marca 2016           |
| Alun Cairns      | 19 marca 2016 – 6 listopada 2019        |
| Simon Hart       | 6 listopada 2019 – 7 lipca 2022         |
| Robert Buckland  | 7 lipca 2022 – 25 października 2022     |
| David Davies     | 25 października 2022 – 5 lipca 2024     |
| Jo Stevens       | od 5 lipca 2024                         |